# 30353 Carothers
30353 Carothers este un asteroid din centura principală de asteroizi.

## Descriere
30353 Carothers este un asteroid din centura principală de asteroizi. A fost descoperit pe 7 mai 2000 la Socorro, New Mexico, în cadrul proiectului LINEAR. Asteroidul prezintă o orbită caracterizată de o semiaxă mare de 2,83 ua, o excentricitate de 0,06 și o înclinație de 2,8° în raport cu ecliptica.